# Kempnyia barbiellinii
Kempnyia barbiellinii is een steenvlieg uit de familie borstelsteenvliegen (Perlidae). De wetenschappelijke naam van de soort is voor het eerst geldig gepubliceerd in 1925 door Navás.